# Cally Palace Hotel

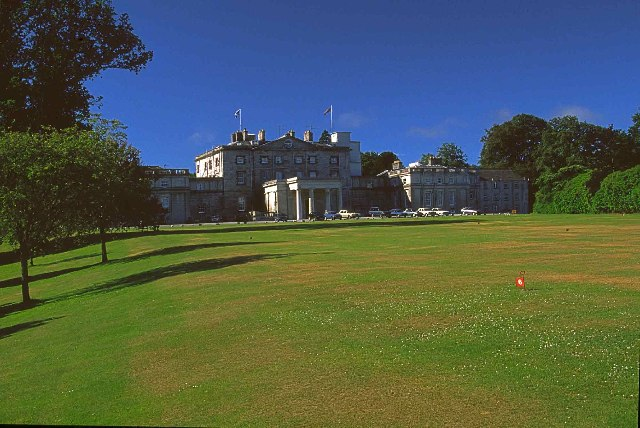
Cally Palace Hotel

Das Cally Palace Hotel, ehemals Cally House, ist ein klassizistisches Herrenhaus, das heute als Hotel genutzt wird. Es ist in eine Parkanlage mit Golfplatz eingebettet und liegt abseits der A75 rund 1,5 km südlich der schottischen Ortschaft Gatehouse of Fleet in der Council Area Dumfries and Galloway. 1971 wurde das Bauwerk in die schottischen Denkmallisten in der höchsten Denkmalkategorie A, 1987 die Außenanlagen in das Inventory of Gardens and Designed Landscapes in Scotland aufgenommen.

## Geschichte
Im 12. Jahrhundert befand sich an dem strategisch bedeutenden Standort nahe dem als Big Water of Fleet bezeichneten Ästuar des Water of Fleet eine Motte. Zwei Jahrhunderte später besaß John Craigie of Dalmeny die Ländereien. Dort befand sich ein bewehrter Bau, vermutlich ein Tower House, welches dem am gegenüberliegenden Fleet-Ufer gelegenen Cardoness Castle geähnelt haben dürfte. Durch Heirat gelangten die Ländereien im 14. Jahrhundert in den Besitz des Clans Stewart. Sie veräußerten im selben Jahrhundert Cally an den Clan Lennox und das Anwesen verblieb bis 1658 in Familienbesitz. Aus dem Blaeu-Atlas ist ersichtlich, dass sich 1654 ein Wehrbau mit umgebenden Parkanlagen und einer Brücke über das Water of Fleet am Standort befanden.
Nachdem kein männlicher Erbe Anspruch erhoben hatte, gingen die Ländereien von Cally an Anna Lennox über, die mit Richard Murray verheiratet war. Innerhalb der Familie vererbt gelangten sie in den Besitz von Alexander Murray of Broughton, welcher 1740 den Stadtsitz Broughton House in Kirkcudbright erwarb. James Murray erbte Cally und beauftragte Isaac Ware mit dem Entwurf eines palladianischen Herrenhauses. Der pompöse Entwurf wurde jedoch nicht verwirklicht. In den 1760er Jahren lieferte der junge Architekt Robert Mylne einen weiteren Entwurf. Dieser wurde in verkleinertem Maßstab umgesetzt und der Bau 1765 abgeschlossen. Um die Neugestaltung von Gatehouse of Fleet zu ermöglichen, im Zuge derer auch Murrays Stadtsitz abgebrochen werden musste, zog dieser nach Cally House.
Im Laufe der Jahrhunderte wurden die umgebenden Parkanlagen entwickelt. Neben der Anlage verschiedener Außengebäuden wurde auch Cally House mehrfach erweitert und umgestaltet. Innerhalb der Familie vererbt, fiel es 1904 James William Baillie aus dem englischen Leicestershire zu. Er nahm den Namen Murray Baillie an, bezog jedoch das Anwesen Cushat Wood und verpachtete Cally House. Der letzte Pächter war Ranbir Singh, der Maharadscha von Jind. 1933 veräußerte die Familie das Anwesen. Im folgenden Jahr erwarb es ein Hotelier, der auch das Palace Hotel in Fort William betrieb. Im selben Jahr wurde Cally House als Cally Palace Hotel eröffnet und wird seitdem als solches genutzt. Heute gehört es den McMillan Hotels.